# Rimini (cavallo)
Rimini (1970-1995) è stato un cavallo dal manto baio. È famoso per essere stato per tre volte vincitore del Palio di Siena, negli anni 1975, 1977 e 1981.

## Carriera

### Gli esordi e la prima vittoria (1974 - 1975)
L'esordio al Palio di Siena per Rimini arriva il 2 luglio 1974, quando, con il fantino Leonardo Viti detto Canapino difende i colori della Contrada della Selva. L'accoppiata non è protagonista di una partenza brillante, riuscendo però a chiudere in terza posizione, senza raggiungere il successo.
Anche ad agosto il cavallo corre a Siena. Questa volta, assegnato alla Contrada della Pantera, viene montato dall'esordiente Silvano Bietolini detto Ragno. Nonostante la buona partenza Rimini non riesce ancora una volta ad arrivare alla vittoria.
L'anno seguente, dopo aver vinto ben quattro corse in provincia, l'animale viene scelto di nuovo per correre il Palio del 2 luglio. Dato in sorte alla Contrada Sovrana dell'Istrice, che lo affida ancora a Ragno, Rimini parte primo, ma viene superato a San Martino dal Drago. Anche la Contrada di Camporegio, che mantiene la testa per un giro, viene però beffata dalla rimonta della Pantera che guadagna la prima posizione al secondo giro. All'ultima curva di San Martino la Pantera cade e Rimini e Ragno si ritrovano ancora primi, andando a conquistare la vittoria.
Dopo il trionfo di luglio, Rimini corre anche ad agosto, questa volta per la Contrada di Valdimontone e per la seconda volta con Leonardo Viti. L'accoppiata montonaiola realizza un Palio tutto di testa, ma, quando la vittoria sembra ormai realtà, viene beffata dalla Chiocciola che le strappa di mano il successo.

### Nuovi palii e la seconda vittoria (1976 - 1977)
Nel 1976 Rimini torna a correre a Siena il Palio di agosto, quando viene assegnato al Bruco. La contrada lo affida all'esordiente Mauro Matteucci detto Marasma, con il quale realizza una bella corsa, che però non gli permette di vincere. Dopo la partenza in seconda posizione, Rimini si mantiene sempre davanti e al secondo giro prende la testa. Il Palio è ormai nelle tasche del Bruco, ma Marasma cade al Casato. Rimini continua la sua corsa, ma si ferma al terzo San Martino, facendo sfumare ogni possibilità di successo.
Un'altra sconfitta bruciante fu quella del 2 luglio 1977. Rimini, nella stalla della Nobile Contrada dell'Aquila, arriva in Piazza del Campo montato da Camillo Pinelli detto Spillo. Dopo una buona partenza, l'accoppiata aquilina si inserisce in seconda posizione, riuscendo poi all'inizio del secondo giro a guadagnare la testa. All'ultimo San Martino però Rimini e Spillo vengono beffati dallo scosso del Valdimontone, che va a vincere.
Dopo l'amarezza di luglio, una nuova vittoria sorride a Rimini il 16 agosto 1977. Il cavallo è assegnato all'Oca, che lo affida ad Andrea Degortes detto Aceto. La carriera è una formalità, in quanto la corsa viene condotta interamente dall'Oca, che segna un successo molto netto.

### I mancati successi e la terza vittoria (1978 - 1981)
Ad agosto del 1978, Rimini è di nuovo in Piazza del Campo. Viene assegnato per la seconda volta all'Istrice, che sceglie di affidarlo ad Andrea Degortes detto Aceto (col quale aveva vinto l'anno prima nell'Oca. La vittoria sembrava già conquistata in partenza, ma Aceto, colto di sorpresa alla partenza, non riesce a condurre Rimini in prima posizione.
Anche nel luglio 1979 Rimini corre il Palio. Difende i colori dell'Aquila insieme ad Adolfo Manzi detto Ercolino. Dopo una corsa molto emozionante l'accoppiata non riesce ad aggiudicarsi la vittoria, chiudendo in terza posizione.
Una nuova presenza di Rimini si ha per il Palio straordinario del 7 settembre 1980, quando la sorte lo manda nella stalla della Contrada del Drago. Il fantino scelto per lui è Renato Monaco detto Grinta, che lo conduce nelle prime posizioni per poi cadere alla prima curva del Casato. Rimini, rimasto scosso, riesce comunque a concludere secondo.
Dopo i palii sfortunati del 1978, 1979 e 1980, che portano ad un abbassamento delle quotazioni di Rimini, il trionfo torna a premiare il cavallo il 2 luglio 1981. Rimini, assegnato alla Nobile Contrada dell'Aquila per la terza volta nella sua carriera, è montato da Silvano Vigni detto Bastiano. L'accoppiata, partita ultima, si lancia all'inseguimento delle posizioni di testa. Il recupero ha dell'eccezionale e all'ultimo giro l'Aquila guadagna la prima posizione, che mantiene fino all'arrivo.

### Il mistero dell'ultimo palio e il dopo-carriera (1982 - 1995)
Arriva il 1982 e arriva per Rimini la stalla della Contrada della Torre, quasi per dispetto ai suoi proprietari, contradaioli dell'Oca (avversaria della Torre). Il cavallo viene accolto con grande entusiasmo nel rione torraiolo, che non vince dal 1961 (digiuno interrotto poi solo nel 2005, dopo ben 44 anni di assenza dalla vittoria). Il fantino scelto per portare nuovamente Rimini alla vittoria è Silvano Vigni detto Bastiano, reduce dal capolavoro dell'anno prima. Il giorno del Palio (2 luglio 1982), poche ore prima della corsa, mentre la contrada si prepara al possibile trionfo, pare che Rimini inizi ad accusare dei problemi ad una zampa. La commissione veterinaria diagnostica una frattura e la Torre è costretta a rinunciare a correre l'imminente Palio.
Trascorso del tempo si verrà a sapere che la frattura diagnosticata non è mai esistita. Si parla quindi di un sabotaggio da parte dei proprietari ocaioli verso la Torre, per non permettere all'avversaria di vincere con il loro cavallo. Anche le condizioni del cavallo confermano il lato oscuro della vicenda, infatti Rimini viene presentato in perfetta forma anche alla tratta del Palio d'agosto dello stesso anno.
La lunga carriera di Rimini si conclude quindi nel 1982 dopo questo fatto poco chiaro e dopo undici Palii corsi con tre vittorie.
Nel 1993 Rimini partecipò alla Cena della Prova Generale nella Nobile Contrada dell'Oca. Il cavallo, ormai molto vecchio, fu riempito d'attenzioni dai bambini della contrada e non solo. Infatti nell'Oca arrivarono anche le delegazioni di bambini di Istrice e Aquila, arrivati in Fontebranda solo per rendere omaggio all'eroe dei Palii passati che aveva fatto gioire le loro contrade.
Rimini morì due anni dopo, nel 1995, alla veneranda età (per un cavallo) di 25 anni.

## Presenze al Palio di Siena
Le vittorie sono evidenziate ed indicate in neretto.
| Palio            | Contrada     | Fantino                                  |
| ---------------- | ------------ | ---------------------------------------- |
| 2 luglio 1974    | Selva        | Leonardo Viti detto Canapino II          |
| 16 agosto 1974   | Pantera      | Silvano Bietolini detto Ragno            |
| 2 luglio 1975    | Istrice      | Silvano Bietolini detto Ragno            |
| 17 agosto 1975   | Valdimontone | Leonardo Viti detto Canapino II          |
| 18 agosto 1976   | Bruco        | Mauro Matteucci detto Marasma (scosso)   |
| 2 luglio 1977    | Aquila       | Camillo Pinelli detto Spillo             |
| 16 agosto 1977   | Oca          | Andrea Degortes detto Aceto              |
| 16 agosto 1978   | Istrice      | Andrea Degortes detto Aceto              |
| 4 luglio 1979    | Aquila       | Adolfo Manzi detto Ercolino              |
| 7 settembre 1980 | Drago        | Renato Monaco detto Grinta (scosso)      |
| 2 luglio 1981    | Aquila       | Silvano Vigni detto Bastiano             |
| 2 luglio 1982    | Torre        | Silvano Vigni detto Bastiano (Non corse) |